# Climbach
Climbach (Duits: Klimbach im Elsass) is een gemeente in het Franse departement Bas-Rhin (regio Grand Est) en telt 516 inwoners (1999). De plaats maakt deel uit van het arrondissement Haguenau-Wissembourg.

## Geografie
De oppervlakte van Climbach bedraagt 7,2 km², de bevolkingsdichtheid is 71,7 inwoners per km².
De onderstaande kaart toont de ligging van Climbach met de belangrijkste infrastructuur en aangrenzende gemeenten.

## Demografie
Onderstaande figuur toont het verloop van het inwonertal (bron: INSEE-tellingen).

## Geschiedenis
Tijdens de Tweede Wereldoorlog was het dorp toneel voor de heftige strijd tussen de terugtrekkende Duitse troepen en oprukkende geallieerden, vanwege de strategische ligging. Op 14 december 1944 clashten de aanwezige Duitsers en de Amerikaanse taskforce Blackshear. Het 614th Tank Destroyer Battalion wist tijdens deze slag als eerste donkere eenheid het Distinguished Unit Citation te krijgen.